# Віммера (річка)
Віммера — річка у західній частині Вікторії, Австралія. Вона бере свій початок у Австралійських Піренеях і впадає до озера Хіндмарш.
Віммера одна з річок, що протікають у північному напрямку, зі штучним руслом.
Найбільші міста: Горшем, Дімбула і Джепаріт.

## Рівень води у місті Горшем
- 4.71 м — січень 2011. [2]
- 3.87 м — жовтень 1894.
- 3.87 м — серпень 1909.
- 3.73 м — вересень 1916.
- 3.55 м — серпень 1981.
- 3.49 м — жовтень 1996.
- 3.32 м — вересень 2010 [3].
- 3.30 м — жовтень 1992. [4]